# Blues for Salvador
Blues for Salvador är ett musikalbum av Carlos Santana lanserat 1987 på Columbia Records. Albumet är dedikerat till Carlos dåvarande fru Deborah Santana. Även om dåvarande medlemmar från gruppen Santana till viss del medverkar på skivan lanserades albumet som ett soloalbum. Skivan är nästan helt instrumental bortsett från en liveinspelning där sång förekommer. Den tilldelades sedermera en Grammy Award i kategorin bästa instrumentala rock. Albumet blev däremot inte någon större kommersiell framgång.

## Låtlista
(kompositör inom parentes)
1. "Bailando/Aquatic Park" (Carlos Santana, Chester D. Thompson, Orestes Vilató) – 5:46
2. "Bella" (Sterling Crew, Santana, Thompson) – 4:31
3. "I'm Gone" (Crew, Santana, Thompson) – 3:08
4. "'Trane" (Santana) – 3:11
5. "Deeper, Dig Deeper" (Crew, Buddy Miles, Santana, Thompson) – 6:09
6. "Mingus" (Crew, Santana, Thompson) – 1:26
7. "Now That You Know" (Santana) – 10:29
8. "Hannibal" (Alex Ligertwood, Alan Pasqua, Raul Rekow) – 4:28
9. "Blues for Salvador" (Santana, Thompson) – 5:57

## Listplaceringar
- Billboard 200, USA: #195[2]